# Tabanus consanguineus
Tabanus consanguineus är en tvåvingeart som beskrevs av Macquart 1838. Tabanus consanguineus ingår i släktet Tabanus och familjen bromsar. Inga underarter finns listade i Catalogue of Life.